# Междуреченское сельское поселение (Чувашия)
Междуре́ченское се́льское поселе́ние (чув. Междуречье ял тӑрӑхӗ) — муниципальное образование в Алатырском районе Чувашской Республики Российской Федерации.
Административный центр — село Междуречье.

## История
Статус и границы сельского поселения установлены Законом Чувашской Республики от 24 ноября 2004 года № 37 «Об установлении границ муниципальных образований Чувашской Республики и наделении их статусом городского, сельского поселения, муниципального района и городского округа».

## Население
| 2010 | 2012 | 2013 | 2014 | 2015 | 2016 | 2017 |
| ---- | ---- | ---- | ---- | ---- | ---- | ---- |
| 727  | ↘698 | ↘677 | ↘632 | ↘593 | ↘564 | ↘542 |
| 2018 | 2019 | 2020 | 2021 |      |      |      |
| ↘504 | ↘480 | ↘465 | ↘451 |      |      |      |

## Состав сельского поселения
| № | Населённый пункт | Тип населённого пункта       | Население |
| - | ---------------- | ---------------------------- | --------- |
| 1 | Березовая Поляна | посёлок                      | ↗8        |
| 2 | Междуречье       | село, административный центр | ↗521      |
| 3 | Первое Мая       | посёлок                      | ↗2        |
| 4 | Сурский Майдан   | село                         | ↗352      |

## Местное самоуправление
Глава поселения Александр Константинович Елизаров.

## Известные уроженцы
Тупицин, Андрей Иванович (1918—1969) — Герой Советского Союза, гвардии лейтенант, командир взвода 41-й отдельной гвардейской разведывательной роты 39-й гвардейской стрелковой дивизии.